# IFK Örebro
IFK Örebro är en idrottsklubb från Örebro i Närke med fotbolls- och handbollssektioner. Fotbollssektionen spelar sina hemmamatcher på Brickebackens IP medan handbollssektionen är hemmahörande i Idrottshuset. Klubben spelar i helblå matchdräkt, bortadräkten är helvit.

## Historik
Klubben bildades år 1900 och räknas därmed som Örebros äldsta fotbollsklubb. Örebro SK bildades som en utbrytning ur IFK 1908. I egentlig mening kan IFK räkna sin historia ända tillbaka till 1898 enär föreningen är en fortsättning på den 1898 bildade (första) Örebro Idrottsklubb.

## Fotboll
IFK har spelat tre säsonger i den näst högsta divisionen i fotboll, gamla division II.  Första gången var säsongen 1933/34 då de åkte ur och andra gången var säsongerna 1935/36 och 1936/37. Klubben har även spelat åtta säsonger i den tredje högsta divisionen.
Säsongen 2022 återfanns laget i division IV.

## Handboll
IFK Örebro har gjort en säsong i högsta serien i handboll för herrar (1935/1936). Per 2022 har IFK damlag samt flick- och pojklag i seriespel. Damlaget återfinns säsongen 2022/2023 i Damallsvenskan, den näst högsta serienivån. Malin Lake (58 landskamper) startade sin handbollskarriär i IFK Örebro

### Fotnoter
1. ↑  https://idrottonline.se/IFKOrebro/Foreningen
2. ↑  https://www.laget.se/IFK_Orebro_/About
3. ↑  https://docplayer.se/7994148-Orebro-lans-idrottshistoriska-sallskap.html
4. ↑  Maratontabellen för Sveriges tredje högsta division: Clas Glenning Maratontabell för tredje högsta divisionen Arkiverad 10 oktober 2009 hämtat från the Wayback Machine.
5. ↑  https://www.laget.se/IFK_Orebro/Division/Standings/478994